# Wolfgang Suppan
Wolfgang Suppan (* 5. August 1933 in Irdning, Steiermark; † 4. Mai 2015 in Graz) war ein österreichischer Musikwissenschaftler. Er ist der Vater des Blasmusikers und Komponisten Armin Suppan.

## Werdegang
Suppan studierte Musik am Steiermärkischen Landeskonservatorium sowie Musikwissenschaft (Hellmut Federhofer), Volkskunde (Viktor von Geramb, Hanns Koren) und Philosophie (Amadeo Silva-Tarouca) an der Universität Graz. 1959 wurde er zum Dr. phil. promoviert. 1961 ging er als Stipendiat der Deutschen Forschungsgemeinschaft nach Freiburg im Breisgau, zunächst an das Institut für ostdeutsche Volkskunde, seit 1963 als musikwissenschaftlicher Referent an das Deutsche Volksliedarchiv. 1971 habilitierte er für das Gesamtfach Musikwissenschaft an der Universität Mainz. 1974 folgte er dem Ruf als Ordinarius an das Institut für Musikethnologie der Kunstuniversität Graz. Lehrstuhlvertretungen führten ihn 1991/92 an die Universität nach Göttingen, 1992/93 nach Innsbruck und 1991/92 und 1996/97 nach Salzburg, Lehraufträge und Gastprofessuren unter anderem an das Institut für Musikpädagogik der Universität Frankfurt, an die Universität Aarhus/Dänemark, an die Columbia University/New York, an die University of Texas at Austin, an die Bar-Ilan-Universität/Israel; 2001 wurde er emeritiert.

## Gremien
Suppan hat eine Reihe internationaler Gesellschaften mitgegründet und geleitet: 1955 die Johann-Joseph-Fux-Gesellschaft (1995 bis 2001 Präsident), 1967 die Studiengruppe zur Erforschung historischer Volksmusikquellen im ICTM (bis 1988 Co-Vorsitzender), 1965 die Internationale Gesellschaft für Jazzforschung (seither Beirat), 1974 die Internationale Gesellschaft zur Erforschung und Förderung der Blasmusik (bis 2000 Präsident), 1981 die World Association for Symphonic Bands and Ensembles (1995 bis 1997 Präsident). Er gehörte 1973 bis 1978 dem Präsidium des Deutschen Musikrates, 1975 bis 1981 der Forschungskommission der ISME an. Zu seinen Hauptarbeitsgebieten zählten die Anthropologie der Musik, die Europäische Musikethnologie, die Blasmusikforschung sowie die Musikgeschichte Österreichs. Daneben war er von 1996 bis 2006 Landesobmann des Steirischen Blasmusikverbandes.

## Auszeichnungen
- 1978: Großes Ehrenzeichen des Landes Steiermark
- 1984: Forschungspreis des Landes Steiermark
- 1994: Bundesverdienstkreuz I. Klasse des Verdienstordens der Bundesrepublik Deutschland
- 1994: Großes Silbernes Ehrenzeichen für Verdienste um die Republik Österreich
- 1995: Großes Goldenes Ehrenzeichen des Landes Steiermark
- 2001: Ehrenring der Stadtgemeinde Schladming
- Ehrenbürger von Pürgg-Trautenfels[2]

## Schriften (Auswahl)

### Bücher
- Steirisches Musiklexikon. Graz 1962–1966.
- Volkslied. Seine Sammlung und Erforschung. Stg. 1966.
- Otto Siegl. Eine Studie. Wien 1966.
- Deutsches Liedleben zwischen Renaissance und Barock. Habilitationsschrift Mainz 1971, gedruckt Tutzing 1973.
- Das neue Lexikon des Blasmusikwesens (mit Armin Suppan). Schulz, Freiburg 1973, ISBN 3-923058-07-1.
- Jenö Takács. Dokumente, Analysen, Kommentare. Eisenstadt 1977.
- Der musizierende Mensch. Eine Anthropologie der Musik. Schott, Mainz 1983, ISBN 3-7957-1709-4.
- Blasmusik in Baden. Musikverlag Schulz, Freiburg 1983, ISBN 3-923058-02-0.
- Musica humana. Die anthropologische und kulturethologische Dimension der Musikwissenschaft. Wien u. a. 1986, ISBN 3-205-06568-9.
- Komponieren für Amateure. Tutzing 1987, ISBN 3-7952-0528-X.
- Texte und Melodien der „Erlauer Spiele“. Tutzing 1990 (mit J. Janota).
- Werk und Wirkung. Musikwissenschaft als Menschen- und Kulturgüterforschung. 3 Bände, Tutzing 2000.
- Blasmusikland Steiermark. Gnas/Steiermark 2003, ISBN 3-7059-0176-1.
- Blasmusikforschung Bibliographie 1966–2003. Schneider, Tutzing 2003.
- Steirisches Musiklexikon. 2., völlig überarbeitete und erweiterte Auflage. Akademische Druck- und Verlagsanstalt, Graz 2009, ISBN 978-3-201-01888-3.
- Blasmusik in der Steiermark. Musik klingt und berührt die Herzen. Ein Beitrag zur landeskundlichen Musikforschung, Weishaupt-Verlag, Gnas 2010, ISBN 978-3-7059-0312-8.
- An der Wiege des Landes Steiermark. Die Chronik Pürgg-Trautenfels. Mit Beiträgen von Gottfried Allmer, Walter Brunner, Wilhelm Deuer, Josef Hasitschka, Ingo Mirsch, Hannes P. Naschenweng, Armin und Wolfgang Suppan.  Weishaupt-Verlag, Gnas/Steiermark 2013, ISBN 978-3-7059-0344-9.

### Editionen
- Deutsche Volkslieder mit ihren Melodien. Balladen. Bände 5 und 6, Freiburg im Breisgau 1967 und 1976 (mit Rolf Wilhelm Brednich, Wilhelm Heiske).
- Gottscheer Volkslieder. Gesamtausgabe, 3 Bände, Mainz 1969, 1972 und 1984 (mit R. W. Brednich).
- Die Ebermannstädter Liederhandschrift. Kulmbach 1972 (mit R. W. Brednich).
- Handbuch des Volksliedes. 2 Bände, München 1973 und 1975 (mit Rolf Wilhelm Brednich und Lutz Röhrich).
- Alta musica. Eine Publikation der Internationalen Gesellschaft zur Erforschung und Förderung der Blasmusik. 23 Bände, Tutzing 1976–2002 (mit E. Brixel).
- Melodietypen des deutschen Volksgesanges. Band 1, Tutzing 1976 (mit Wiegand Stief).
- Liszt-Studien. Band 1, Kgr.Ber. Eisenstadt 1975, Graz 1977.
- Musikethnologische Sammelbände. 19 Bände, Graz/Tutzing 1977–2004.
- Goethe. Heidenröslein[-Vertonungen]. 2 Bände, Tokio 1987 (mit Hachiro Sakanishi).
- Musica Pannonica. 4 Bände, Oberschützen – Budapest 1991–2000 (mit Zoltán Falvy).

#### Noten
- J. J. Fux, Pulcheria, in: J.-J.-Fux-Gesamtausgabe V/2, Kassel u. a. 1967 (mit H. Federhofer).
- E. von Lannoy, Grand Trio für Klar., Vc. und Kl., L. 1970.
- I. Pleyel, 6 Duette für zwei Klar., Wolfenbüttel 1973.
- W. A. Mozart, 6 Duos für zwei Klar., KV Anh. 159f., Freiburg im Breisgau 1982